# Fvnerals
Fvnerals est un groupe britannique de post-rock et doom, originaire de Brighton, en Angleterre. Formé en 2013, il est maintenant basé à Leipzig, en Allemagne.

## Histoire
Syd Scarlet est un guitariste originaire de Belgique. Il déménage à Londres en 2008. C'est probablement à cette période qu'il rencontre le batteur Antoine Mansion avec lequel il joue dans le groupe de post-hardcore Chromes entre 2011 et 2013. Puis Syd Scarlet s'installe à Brighton en 2012. Tyffany Ström, chanteuse et claviériste, originaire de Göteborg en Suède, arrive à Brighton en 2013. Le groupe se forme cette année là quand Syd Scarlet et Antoine Mansion rencontre Tiffany Ström. Le 28 février de la même année, la formation sort The Hours, leur premier EP, sur le label de Syd Scarlet, Eerie Echoes.
Leur premier album, The Light, sort le 1er décembre 2014 sur les labels Eerie Echoes et Throne Records. Au courant de l'année 2015, Antoine Mansion quitte la formation. Il est remplacé par Chris Cooper. Le 3 août 2015 sort leur deuxième EP, The Path. En octobre 2015, Syd Scarlet et Tyffany Ström s'installe à Glasgow,.
Le 14 octobre 2016 sort Wounds sur le label Golden Antenna Records pour la distribution européenne et sur le label new-yorkais The Native Sound pour la distribution américaine. C'est le premier enregistrement sur lequel Chris Cooper est crédité. C'est aussi le premier album sur lequel Tiffany Ström joue de la basse. Wounds est plus sombre que son prédécesseur et les instruments accordés plus bas. En mai 2018, Fvnerals déménage en Belgique ce qui facilite les tournées européennes.
En 2021, le groupe commence à travailler sur son nouvel album. Il est enregistré et mixé pendant l'été au Much Luv Studio par Tim De Gieter. En 2022, le groupe déménage à nouveau et s'installe à Leipzig, en Allemagne. Le 3 février 2023 sort le troisième album Let the Earth Be Silent sur le label Prophecy Productions. Chris Cooper n'est plus crédité à la batterie. Il est remplacé par Thomas Vaccargiu. Tiffany Ström n'est plus crédité qu'au chant et à la basse[source insuffisante].

## Membres

### Membres actuels
- Tiffany Ström — chant, basse, claviers (depuis 2013)
- Syd Scarlet — guitare (depuis 2013)
- Thomas Vaccargiu — batterie (depuis 2021)

### Anciens membres
- Chris Cooper — batterie (2015-2021)
- Antoine Mansion — batterie (2013-2015)

## Discographie

### Albums studio
- 2014 : The Light
- 2016 : Wounds
- 2023 : Let The Earth Be Silent

### Singles et EP
- 2013 : The Hours
- 2015 : The Path